# باميلا هيلي
باميلا هيلي (بالإنجليزية: Pamela Healy)‏ هي متسابقة يخت أمريكية، ولدت في 24 يونيو 1963 في سان فرانسيسكو في الولايات المتحدة.

## وصلات خارجية
- باميلا هيلي على موقع الاتحاد الدولي للملاحة الشراعية (موقع جديد) (الإنجليزية)
- باميلا هيلي على موقع الاتحاد الدولي للملاحة الشراعية (موقع قديم) (الإنجليزية)
- باميلا هيلي على موقع اللجنة الأولمبية الدولية (الإنجليزية)
- باميلا هيلي على موقع أوليمبيديا (الإنجليزية)